# Големаново
Голема́ново (болг. Големаново) — село у Видинській області Болгарії. Входить до складу общини Кула.

## Населення
За даними перепису населення 2011 року у селі проживали 126 осіб.
Національний склад населення села:
| Національність   | Кількість осіб | Відсоток |
| ---------------- | -------------- | -------- |
| болгари          | 106            | 84,1%    |
| цигани           | 20             | 15,9%    |
| турки            | 0              | 0%       |
| інша             | 0              | 0%       |
| не визначились   | 0              | 0%       |
| Всього відповіли | 126            |          |

Розподіл населення за віком у 2011 році:
Динаміка населення: